# Iglesia de San Miguel (San Miguel de Azapa)
La iglesia de San Miguel es un templo católico ubicado en la localidad de San Miguel de Azapa, comuna de Arica, Región de Arica y Parinacota, Chile. Construida en el siglo xix, fue declarada monumento nacional de Chile, en la categoría de monumento histórico, mediante el Decreto n.º 331, del 10 de agosto de 2015.

## Historia
La primera mención de la iglesia data de 1618, y el templo actual data de fines del siglo xix.

## Descripción
De estilo neoclásico está construida con cimientos de piedra, muros de adobe, techumbre de madera de pino Oregón y cubierta de madera con capa de asfalto. El campanario, construido en madera, se encuentra adosado a la fachada, sobre la techumbre.
Al interior se encuentra un retablo en madera de cedro, con tres calles.